# 蘭米爾灣
蘭米爾灣（英語：Langmuir Cove），是南極洲的海灣，位於葛拉漢地的阿羅史密斯半島北端，由英國南極名稱諮詢委員會命名，以美國物理學家歐文·朗繆爾命名，現時由南極條約體系管理。